# Ольшевски, Элеанора
Элеанора Анджела Ольшевски (англ. Eleanor Angela Olszewski; Пустой шаблон {{ВД-Преамбула}} ) — канадский политик, член Либеральной партии. Министр управления в чрезвычайных операциях и министр, ответственный за экономическое развитие Канадских прерий (с 2025).

## Биография
28 апреля 2025 года состоялись парламентские выборы, по итогам которых Ольшевски одержала победу в округе Эдмонтон Центр с результатом 44 %. Сильнейший из её соперников, кандидат от Консервативной партии Саид Ахмед (Sayid Ahmed) набрал 38 % голосов.
13 мая 2025 года премьер-министр Марк Карни произвёл по итогам выборов масштабные перестановки в Кабинете, в числе прочих мер назначив Элеанору Ольшевски министром управления в чрезвычайных ситуациях и общественной устойчивости, а также министром, ответственным за экономическое развитие Канадских прерий.